# Жиляев, Николай Юрьевич
Никола́й Ю́рьевич Жиля́ев (5 марта 1987, Горький, СССР) — российский футболист, полузащитник, нападающий.

## Карьера

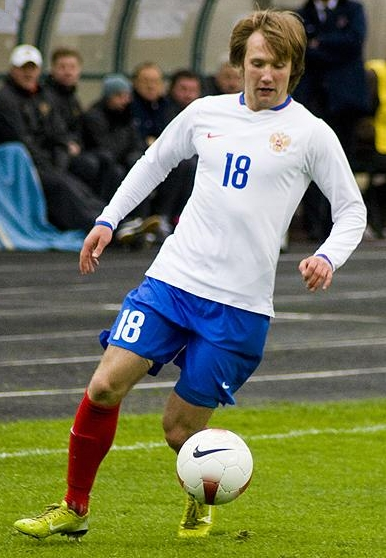
Жиляев в молодёжной сборной

### Клубная
Воспитанник нижегородского футбола. Выступал за «Титан» из Москвы, затем перешёл в московский «Локомотив», где играл только за молодёжный состав. Сезон 2007 провёл в иркутской «Звезде» на правах аренды (сыграл в 30 матчах, забил 7 мячей). В начале 2008 года перешёл в «Амкар», забил два гола в двух матчах, но больше в том сезоне Жиляеву не удалось отличиться. В сезоне 2009 года забил всего один гол и в ноябре был выставлен на трансфер. 11 января 2010 года подписал трёхлетний контракт с «Кубанью», для выступления в составе которой взял номер 9. Перед сезоном был выбран вице-капитаном команды. Дебютировал в составе «Кубани» 28 марта в домашнем матче 1-го тура первенства против курского «Авангарда», а первый гол забил 21 апреля на 56-й минуте выездного матча 6-го тура против клуба «Химки» (1:0).. Всего в том сезоне провёл 35 матчей, забил 3 гола и стал, вместе с командой, победителем Первого дивизиона.
В конце января 2011 года в контрольном матче на первом предсезонном сборе «Кубани» получил тяжёлую травму левого колена, из-за которой выбыл из строя на несколько месяцев. Сезон 2012/13 провёл в молодёжном составе «Кубани», восстанавливаясь от травмы. В июне 2013 года подписал трёхлетний контракт с футбольным клубом «Уфа» из ФНЛ.

### В сборной
Выступал в составе молодёжной сборной России.

## Достижения

### Командные
«Кубань»
- 2010 — победитель Первого дивизиона России.

«Факел»
- Победитель зоны «Центр» Второго дивизиона: 2014/15